# Чокоњар
Чокоњар је насељено место града Зајечара у Зајечарском округу. Према попису из 2022. било је 74 становника (према попису из 1991. било је 204 становника).
Налази се на левој долинској страни Јелашничке реке, 1 км узводно од њеног ушћа у Тимок. Смештено је западно од пруге Зајечар-Неготин, 16,5 км североисточно од Зајечара.
Овде се налази Мала хидроелектрана Соколовица.

## Историја
Село је добило име по оближњем брду Чока (285 м), где је и првобитно основано крајем 18. и почетком 19. века од повратника, некедашњих становника села Копривнице, избеглих у Влашку због турског зулума.
Помиње се први пут 1811. године, а до 1840. је физиономски део Копривнице. Затим добија статус самосталног насеља.

## Демографија
У насељу Чокоњар живи 139 пунолетних становника, а просечна старост становништва износи 43,5 година (41,9 код мушкараца и 44,9 код жена). У насељу има 42 домаћинства, а просечан број чланова по домаћинству је 4,12.
Ово насеље је углавном насељено Србима (према попису из 2002. године), а у последња три пописа, примећен је пад у броју становника.
|  |

| Демографија | Демографија | Демографија |
| Година      | Становника  | Становника  |
| ----------- | ----------- | ----------- |
| 1948.       | 248         |             |
| 1953.       | 226         |             |
| 1961.       | 237         |             |
| 1971.       | 243         |             |
| 1981.       | 244         |             |
| 1991.       | 204         | 203         |
| 2002.       | 173         | 187         |

| Етнички састав према попису из 2002.‍ | Етнички састав према попису из 2002.‍ | Етнички састав према попису из 2002.‍ | Етнички састав према попису из 2002.‍ | Етнички састав према попису из 2002.‍ |
| ------------------------------------ | ------------------------------------ | ------------------------------------ | ------------------------------------ | ------------------------------------ |
|                                      |                                      |                                      |                                      |                                      |
| Срби                                 | Срби                                 |                                      | 142                                  | 82,08%                               |
| Власи                                | Власи                                |                                      | 21                                   | 12,13%                               |
| Румуни                               | Румуни                               |                                      | 1                                    | 0,57%                                |
| непознато                            | непознато                            |                                      | 0                                    | 0,0%                                 |

| Година пописа     | 1948. | 1953. | 1961. | 1971. | 1981. | 1991. | 2002. |
| ----------------- | ----- | ----- | ----- | ----- | ----- | ----- | ----- |
| Број домаћинстава | 59    | 55    | 57    | 54    | 52    | 48    | 42    |

| Број чланова      | 1 | 2  | 3 | 4 | 5 | 6 | 7 | 8 | 9 | 10 и више | Просек |
| ----------------- | - | -- | - | - | - | - | - | - | - | --------- | ------ |
| Број домаћинстава | 3 | 11 | 4 | 7 | 4 | 4 | 8 | 1 | 0 | 0         | 4,12   |

| Пол    | Укупно | Неожењен/Неудата | Ожењен/Удата | Удовац/Удовица | Разведен/Разведена | Непознато |
| ------ | ------ | ---------------- | ------------ | -------------- | ------------------ | --------- |
| Мушки  | 66     | 13               | 49           | 4              | 0                  | 0         |
| Женски | 75     | 8                | 48           | 18             | 1                  | 0         |
| УКУПНО | 141    | 21               | 97           | 22             | 1                  | 0         |

| Пол    | Укупно                    | Пољопривреда, лов и шумарство | Рибарство                            | Вађење руде и камена | Прерађивачка индустрија       |
| ------ | ------------------------- | ----------------------------- | ------------------------------------ | -------------------- | ----------------------------- |
| Мушки  | 36                        | 8                             | 0                                    | 3                    | 4                             |
| Женски | 24                        | 22                            | 0                                    | 0                    | 0                             |
| УКУПНО | 60                        | 30                            | 0                                    | 3                    | 4                             |
| Пол    | Производња и снабдевање   | Грађевинарство                | Трговина                             | Хотели и ресторани   | Саобраћај, складиштење и везе |
| Мушки  | 3                         | 2                             | 1                                    | 0                    | 13                            |
| Женски | 0                         | 0                             | 1                                    | 0                    | 0                             |
| УКУПНО | 3                         | 2                             | 2                                    | 0                    | 13                            |
| Пол    | Финансијско посредовање   | Некретнине                    | Државна управа и одбрана             | Образовање           | Здравствени и социјални рад   |
| Мушки  | 0                         | 0                             | 2                                    | 0                    | 0                             |
| Женски | 0                         | 0                             | 0                                    | 1                    | 0                             |
| УКУПНО | 0                         | 0                             | 2                                    | 1                    | 0                             |
| Пол    | Остале услужне активности | Приватна домаћинства          | Екстериторијалне организације и тела | Непознато            | Непознато                     |
| Мушки  | 0                         | 0                             | 0                                    | 0                    | 0                             |
| Женски | 0                         | 0                             | 0                                    | 0                    | 0                             |
| УКУПНО | 0                         | 0                             | 0                                    | 0                    | 0                             |